# 宮迫千鶴
宮迫 千鶴（みやさこ ちづる、1947年10月16日 - 2008年6月19日）は、画家・エッセイスト。夫は画家の谷川晃一。

## 来歴
広島県呉市出身。1970年、県立広島女子大学文学部卒業。1984年エッセイ集『超少女へ』で注目され、上野千鶴子との対談を刊行、絵のほかに多くの女性論などのエッセイを刊行した。一貫してオカルト、スピリチュアルへの関心を抱いていた。1996年には『婦人之友』の表紙絵を担当していた。
2008年6月19日午後11時57分、リンパ腫のため埼玉県川越市の病院で死去。60歳没。

## 発言
1991年の朝日新聞夕刊に連載していたコラムで、「（女性の結婚相手の条件として）3高というと怒る男性がいる。しかし男性から3高をとったら何が残るのかと、ふと考えてしまう。」と書いた。天野祐吉が同じく朝日新聞連載コラム「天野祐吉のCM天気図」で女性の3高志向を批判したのを受けたものであった。

## 著書
- イエロー感覚 不純なもの、あるいは都市への欲望 冬樹社 1980.10
- <女性原理>と「写真」 来たるべき“水瓶座の時代"のために 国文社 1984
- 超少女へ 北宋社 1984 のち集英社文庫
- 多型倒錯 つるつる対談 上野千鶴子 創元社, 1985.12
- ダークサイドの憂鬱 「崩壊家庭」の社会学 三田格共著 時事通信社 1986
- ママハハ物語 思潮社 1987 のちちくま文庫
- ハイブリッドな子供たち 河出書房新社 1987 のち文庫
- 不惑の星座 リクルート出版 1988
- サボテン家族論 河出書房新社 1989
- 少女物語 筑摩書房 1990 のち文庫
- 緑の午後 東京書籍 1991
- ごはんの風景 筑摩書房 1991
- もうひとつの生き方 海竜社 1991
- 「非」常識のすすめ  集英社 1991
- 母という経験 自立から受容へ少女文学を再読して 平凡社 1991 のち学陽書房女性文庫
- 本音のコラム 河出書房新社, 1992.5
- 「いのち」からの贈り物 “運命の環"が導く、スピリチュアルな生き方 大和書版 1994
- 草と風の癒し 青土社 1996
- 海と森の言葉 岩波書店 1996
- かぼちゃの生活 立風書房 1997 のちハルキ文庫
- 食卓とイーゼルのあいだで NECクリエイティブ 1999
- 「森のイスキア」で話したこと 佐藤初女対談 創元社 1999
- 楽園瞑想 神話的時間を生き直す 吉福伸逸 雲母書房 2001
- 美しい庭のように老いる 私の憧れの老女たち  筑摩書房 2001
- 月光を浴びながら暮らすこと 毎日新聞社 2002
- コラージュ・ブック 絵のある生活 日本放送出版協会 2002
- 月夜のレストラン 詩画集 ネット武蔵野 2003
- はるかな碧い海 私のスピリチュアル・ライフ 春秋社 2004
- 田舎の猫とおいしい時間 清流出版 2004
- 円環する男と女 両性具有の時代へ　加藤清 春秋社 2005
- 半島暮らし 伊豆高原アートフェスティバルの仲間たち（編）木戸出版 2005
- 官能論 祝福としてのセックス 春秋社 2006
- 魂を大切にする生活 ココロとカラダにやさしい、スピリチュアルな12の月 大和出版 2007
- 魔女の森へ 「小さな楽園」の作り方 海鳥社 2007
- 楽園の歳月 清流出版 2009
- 人生の午後を生きる　筑摩書房　2009